# أليساندرو دي أنتوني
أليساندرو دي أنتوني (بالإيطالية: Alessandro D'Antoni)‏ هو لاعب كرة قدم إيطالي، ولد في 3 أغسطس 1988 في تورينو في إيطاليا. لعب مع يوفنتوس.

## وصلات خارجية
- أليساندرو دي أنتوني على موقع قاعدة بيانات كرة القدم.إي يو (الإنجليزية)